# Depot V von Písek
Das Depot V von Písek (auch Hortfund V von Písek) ist ein Depotfund der frühbronzezeitlichen Aunjetitzer Kultur aus Písek im Jihočeský kraj, Tschechien. Es datiert in die Zeit zwischen 1800 und 1600 v. Chr. Das Depot befindet sich heute im Museum von Písek.

## Fundgeschichte
Das Depot wurde 1954 erstmals erwähnt. Die genaue Fundstelle und die Fundumstände sind unbekannt. Wahrscheinlich besteht ein Zusammenhang mit der bronzezeitlichen Höhensiedlung auf dem Berg Velký Mehelník.
Aus Písek stammen insgesamt fünf Depotfunde, von denen drei (I, II und V) der Aunjetitzer Kultur und zwei (III und IV) der späten Bronzezeit angehören. Hinzu kommen mehrere Einzelfunde von Bronzegegenständen.

## Zusammensetzung
Das Depot besteht aus neun bronzenen Spangenbarren. Sie sind flach, in der Mitte verbreitert und haben leicht gebogene Enden. Ein Barren weist in der Mitte des Rückens vier tiefe Einkerbungen auf. Einige Barren sind neuzeitlich verformt, bei mehreren sind die Enden abgebrochen.